# Pinkafeld
Pinkafeld is een gemeente in de Oostenrijkse deelstaat Burgenland, gelegen in het district Oberwart (OW). De gemeente heeft ongeveer 5200 inwoners.

## Geografie
Pinkafeld heeft een oppervlakte van 27,4 km². Het ligt in het uiterste oosten van het land.
Kadastrale gemeenten zijn Hochart en Pinkafeld.
Bad Tatzmannsdorf · Badersdorf · Bernstein · Deutsch Schützen-Eisenberg · Grafenschachen · Großpetersdorf · Hannersdorf · Jabing · Kemeten · Kohfidisch · Litzelsdorf · Loipersdorf-Kitzladen · Mariasdorf · Markt Allhau · Markt Neuhodis · Mischendorf · Neustift an der Lafnitz · Oberdorf im Burgenland · Oberschützen · Oberwart · Pinkafeld · Rechnitz · Riedlingsdorf · Rotenturm · Schachendorf · Schandorf · Stadtschlaining · Unterkohlstätten · Unterwart · Weiden bei Rechnitz · Wiesfleck · Wolfau
- Gemeinsame Normdatei: 4268457-2
- Library of Congress Control Number: n89146572
- MusicBrainz: 019ddd2f-59c9-4c09-b805-f8be863b0c9c
- Nationale Bibliotheek van Tsjechië: ge1096074
- Nationale Bibliotheek van Israël: 987007565024905171
- Virtual International Authority File: 124456078
- WorldCat: E39PBJfcQjkKhW9pHHhKd86xjC